# Атаманюк, Николай Тодерович
Николай Тодерович Атаманюк (15 апреля 1940, Лукиевка, Днепропетровская область — 20 ноября 2016, Курган) — бригадир электросварщиков Курганского машиностроительного завода имени В.И. Ленина, Герой Социалистического Труда.

## Биография
Николай Тодерович Атаманюк родился 15 апреля 1940 года в крестьянской семье в селе Лукиевка Лукиевского сельского совета Чкаловского района Днепропетровской области Украинской ССР, ныне село входит в Першотравневскую сельскую общину (укр. Першотравневська сільська громада) Никопольского района Днепропетровской области Украины.
Когда началась Великая Отечественная война, отец, Тодер Иванович, ушёл добровольцем на фронт, в 1947 году вернулся домой. Вместе с мамой, Марией Ивановной, маленький Коля пережил оккупацию.
Окончил семилетнюю школу (1954) и Харьковское профтехучилище (1957), где получил профессию столяра. Работал столяром на мебельной фабрике в городе Купянске Харьковской области. В молодости занимался боксом.
В августе 1958 года по комсомольской путёвке уехал в Зауралье. Работал столяром и плотником в строительно-монтажном поезде № 287. Бригада, в которой работал Николай Атаманюк, занималась реконструкцией паровозного депо под электровозное; перестройкой здания вокзала; участвовала в строительстве железнодорожной линии «Курган — Пески-Целинные». На субботниках и воскресниках строили Дом культуры железнодорожников, возводили дома.
В 1959—1960 годах служил в ВМФ. После увольнения в запас вернулся в СМП-287.
С июня 1962 года работал на Курганском машиностроительном заводе: столяр в столярном цехе № 820. Поступил на вечерние курсы в ГПТУ-4, окончив которые, перешёл в 225-й цех. Работая, одновременно окончил трехгодичную школу мастеров. Паял радиаторы, топливные баки для тягачей, а потом — для БМП. Освоил профессии газосварщика, слесаря МСР, паяльщика по свинцу.
В августе 1971 года возглавил бригаду электросварщиков, которая впоследствии поддержала почин рабочих московских предприятий «Пятилетке качества — рабочую гарантию». Работали с личным клеймом ОТК, с высоким качеством, без замечаний при выборочной проверке выпускаемых узлов, с чёткой ритмичностью.
За высокие показатели в работе, умелое руководство бригадой награждён орденом Трудового Красного Знамени, медалью «За доблестный труд. В ознаменование 100-летия со дня рождения В. И. Ленина».
В 1973 году бригада Николая Атаманюка досрочно выполнила коллективные социалистические обязательства и плановые производственные задания. Указом Президиума Верховного Совета СССР (с грифом «не подлежит опубликованию») от 16 января 1974 года «за выдающиеся успехи в выполнении и перевыполнении планов 1973 года и принятых социалистических обязательств» удостоен звания Героя Социалистического Труда с вручением ордена Ленина и золотой медали Серп и Молот.
Избирался членом Курганского областного комитета КПСС, возглавлял совет наставников, руководил избирательной комиссией Первомайского района города Кургана.
В 1996—2005 годах — стрелок, командир отделения ВОХР ОАО «Курганмашзавод».
Находясь на пенсии, являлся членом президиума совета ветеранов КМЗ и заместителем председателя Ассоциации Героев Социалистического Труда и полных кавалеров ордена Трудовой Славы Курганской области.
Николай Тодерович Атаманюк умер 20 ноября 2016 года в городе Кургане Курганской области. Прощание было 23 ноября с 13 до 14 часов во Дворце культуры машиностроителей. Похоронен на кладбище села Кетово Кетовского сельсовета Кетовского района Курганской области, ныне село — административный центр Кетовского муниципального округа той же области.

## Награды и звания
- Герой Социалистического Труда, 16 января 1974 года
  - Орден Ленина № 422179
  - Медаль «Серп и Молот» № 15536
- Орден Трудового Красного Знамени, 24 апреля 1971 года
- Юбилейная медаль «За доблестный труд. В ознаменование 100-летия со дня рождения Владимира Ильича Ленина», 1970 год
- Нагрудный знак «Отличник качества Оборонной промышленности СССР»
- Почётный гражданин Курганской области, 24 января 2011 года
- Портрет трижды помещался на Доске почёта Первомайского района города Кургана
- Имя Николая Тодеровича Атаманюка занесено в Книгу трудовой славы Курганской области
- Участку № 4 прессово-сборочного завода ОАО «Курганмашзавод», где он работал, присвоено его имя 6 мая 2005 года

## Память
- Мемориальная доска, установлена 20 ноября 2017 года на участке № 4 имени Героя Социалистического Труда Атаманюка Н.Т. прессово-сборочного завода ОАО «Курганмашзавод», где он работал[6].

## Семья
- Отец — Тодер Иванович Атаманюк
- Мать — Мария Ивановна
- Жена (с января 1959 года) — Алевтина Георгиевна
- Сыновья — Валерий, Александр[7]